# La Chapelle-d’Abondance
La Chapelle-d’Abondance település Franciaországban, Haute-Savoie megyében. Lakosainak száma 873 fő (2022. január 1.). La Chapelle-d’Abondance Abondance, Châtel, Novel és Vacheresse községekkel határos.

## Népesség
A település népességének változása:
| Lakosok száma | 866  | 886  | 919  | 911  | 931  | 932  | 909  | 891  | 873  |
|               | 2013 | 2015 | 2016 | 2017 | 2018 | 2019 | 2020 | 2021 | 2022 |